# 雄物川一件

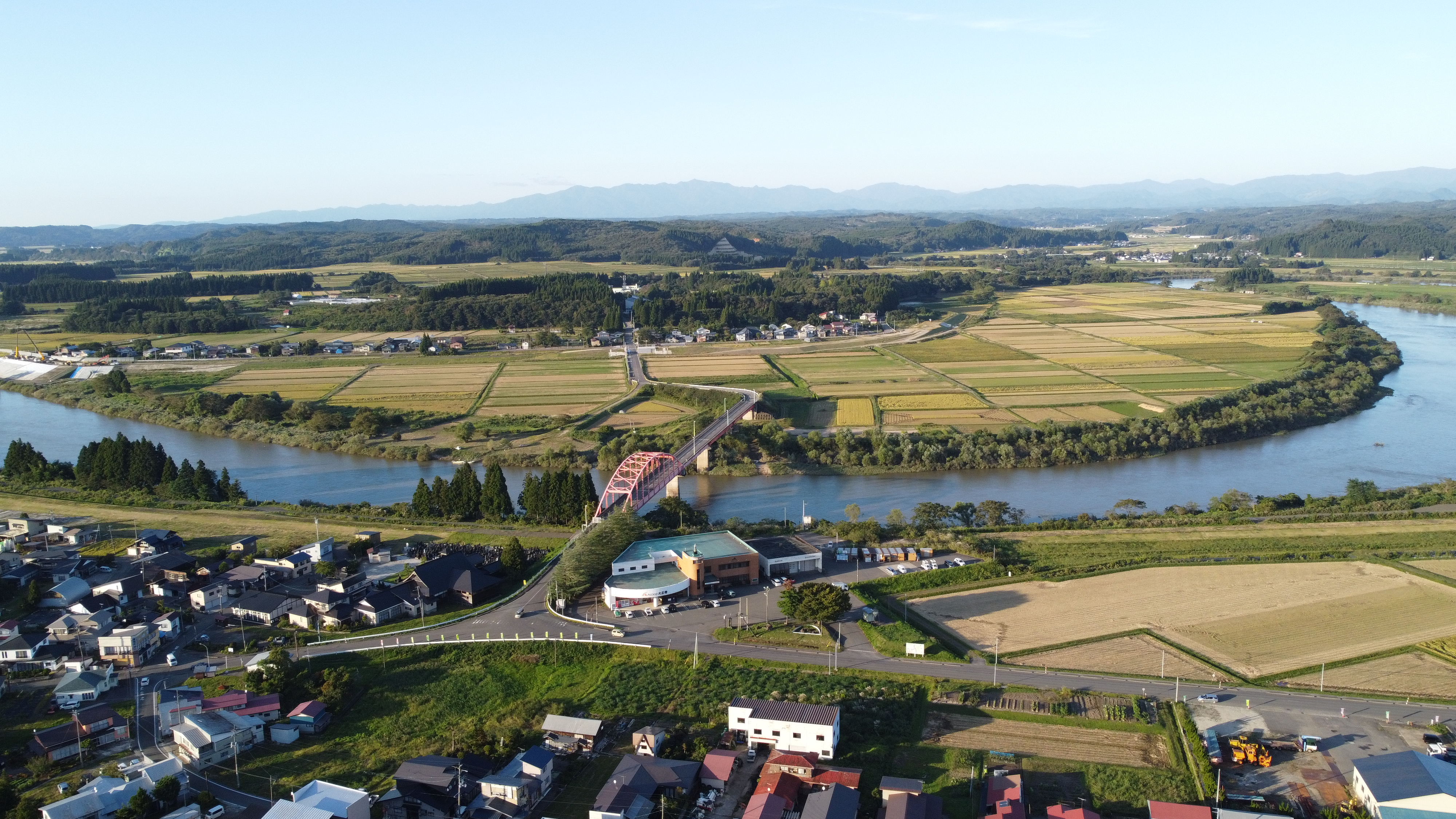
新波村（大正寺村）と向野

雄物川一件（おものがわいっけん）は、江戸時代に出羽国北部（羽後国）を治めていた久保田藩と亀田藩との間に発生した雄物川通船をめぐる紛争。
別名として、雄物川の旧名である「御物川」から「御物川一件」、藩の名前から「亀田一件」、地区の名前から「大正寺一件」「大正寺川下げ事件」「大正寺争論」「大正寺論争」などとも呼ばれている。

## 背景
雄物川は、かつて「御物川」とも表記されたが、「御物」は年貢を指すことから、「年貢を運ぶ川」という意味を込めた名前であった。大量の物資を一度に輸送する手段として川船を多用していた江戸時代、雄物川は上流にある雄勝郡・平鹿郡・仙北郡で産出される豊富な米穀や院内鉱山などからの鉱物を下流の土崎湊に運ぶ一方で、北前船により運ばれてきた衣類・砂糖・塩・ろうそく・魚類などの生活物資を上流地域に輸送する大切な経済的動脈として、久保田藩では重要視されていた。
しかし、新波村（大正寺村）（北緯39度31分50.5秒 東経140度13分44.7秒 / 北緯39.530694度 東経140.229083度）とその雄物川対岸にある支郷の向野村（現在の秋田県秋田市雄和新波・雄和向野）は亀田藩領であり、僅か一里にも満たない区間だけであったが、雄物川は完全に亀田藩領を流れていた。2つの藩が川を挟んで隣接する場合は川の中央をもって境界とするのが習慣だが、両岸とも同じ藩が領有する場合は川幅全体がその藩の領土になり、運上（税）を取ることが可能になる。江戸時代より前、この地区が最上氏領であった時代にも、慶長年間の最上義光分限帳の大正寺郷の部に「登り舟荷物役あり」と記され、その頃には既に上り船から税を取り立てていた。本件に関する江戸幕府への訴状でも、「古来親しき間柄なので、対談の結果も申し伝わっていて、川登りの荷については大正寺村で税取り立てをしていた」とある。亀田藩治下では、税を徴収する権利を持つ「運上持」は、一年に約三百両もの大金を亀田藩主に納めていた。
向野村は佐竹氏の転封当時は久保田藩領であったが、いつ、どのような理由で亀田藩領になったかについては、「久保田藩主がある宴席で自藩の広さを誇り、絵図面を開いて箸でちぎって与えたのが今の向野村である」「巡検使が見廻りに来た時亀田藩に与えた」「番所を設けて運上（税）を取るため、白川（雄和女米木）の田地と交換した」という3つの説が、口伝として並立して伝えられている。1654年（承応3年）、向野村に久保田・亀田両藩の境塚が築かれており、交換や割譲があったとすればそれ以前の出来事となる。当時の久保田藩主は第2代佐竹義隆、亀田藩主は第2代岩城宣隆である。元々義隆は「岩城吉隆」の名で初代亀田藩主であったが、伯父にあたる初代久保田藩主・佐竹義宣の養子になったもので、亀田藩主を継いだ宣隆もまた義宣の弟（義隆の叔父）であり、両家は緊密な姻戚関係にあった。

## 延宝年間の状況
亀田藩は1673年（延宝元年）に新田開発が限界点に達し、家臣への知行も減少せざるを得ない状況にあり、1679年（延宝7年）に大正寺村での下り船に対して税の取立てを始めた。同年3月、久保田藩は亀田藩に強硬な談判を行い、亀田藩は「売り物」についてのみ課税するという返答を行った。これに対し、5月に久保田藩は再度売り物についての課税の撤回を迫った。その結果「下り船の課税は今後一切しない」（『梅津忠宴日記』延宝7年5月27日の条）との言質を取るに至った。
同日記の延宝7年5月29日の条には、中川宮内と小川九右衛門が矢島領境目検分の帰路に「大正寺新川堀之在所見分」をしたと記録している。これは、この地区の久保田藩領に新川筋を掘削して、亀田藩の下り船への取立へ対抗する計画であったと思われる。

## 正徳年間の状況
1713年（正徳3年）、亀田藩は売船について、下り船への課税を通告してきた。これに対し、久保田藩は同藩内での運河の計画を回答したため、亀田藩は課税を実施できなかった。亀田藩は財政難が進み、1718年（享保3年）には、借金返済のために蔵米の57%程を投入しなければならなくなっていた。このため、課税は延宝年間の場合とは比較にならないほどの必要性があったが、久保田藩が対抗措置として持ち出した運河がもし実現すれば、古来から続く上り船への課税すら出来なくなるため、断念せざるを得なかったと思われる。

## 宝暦年間の状況
5代目亀田藩主の岩城隆韶は、仙台藩主伊達吉村の甥（伊達村興の子）にあたり、6代目藩主の岩城隆恭も仙台藩士の伊達村望の子であったため、亀田藩は久保田藩の佐竹氏と無縁になった。1745年（延享2年）以降、亀田藩は家臣への知行半額を断行し、さらに蔵米の95%を投入してもなお、前金決済が不可能である事態に至った。そのため1753年（宝暦3年）6月には亀田藩から3度目の下り船への課税の通告がなされた。これを受けた久保田藩では、従来のような「おどし」だけでは済まされなくなり、対応策の検討に迫られた。
課税額は「米1俵につき、3分斗」であり、例年の推定では下り船だけで年に30貫目近くになるだけではなく、取り調べのために運送が遅滞する。そのため、亀田領に入る前に船を陸付けして荷を輸送し、亀田領内は空船として通過させることになった。ただ、陸送区間となる小種村に山があり、その端を少々切り開かなければ馬の通行が困難と思われた。久保田藩は1679年の約束の遵守を繰り返し要求し、陸送を亀田藩にほのめかすしかなかった。亀田藩は、年2千石であった土崎湊経由の無税の米輸送分を8千石増加して、合計1万石を無税にすることで下り船への課税を中止することを申し入れて来た。土崎湊での課税は米千石について6貫目であるから、8千石の増だと48貫目と計算し、その修正を受諾することにした。
こうして3度目の下り船への課税も、久保田藩が事実上の譲歩をすることによって落着したが、これは亀田藩が地方知行制から蔵米知行制に切り替え、雄物川流域の領地の年貢米を全面的に輸送しなければいけなくなったことも大きく作用している。最初からこれが目的であったのかもしれないという指摘もされている。

## 明和・安永年間の状況
1761年（宝暦11年）4月、財政に端を発した亀田藩の内部対立が表面化して亀田藩士秋田退散事件が発生する。同事件では久保田藩が調停・介入をしたものの、亀田藩は1770年（明和7年）にその調停を完全に無視する形で、首謀者3人の蟄居と一門格の剥奪の処分を行った。その間の10年にわたる交渉は、両藩の溝を一層深める結果となった。
1770年1月の四度目の下り船への課税通知は、このような背景で打ち出された。久保田藩側が春に役人を船に乗せてこの地区を通そうとしたところ、川岸に亀田藩士が出て法螺貝を吹き、大勢が打ち寄せて弓矢や鉄砲、長刀などを持ち出しているという状態で、強行突破は極めて困難であった。しかも、亀田藩の税は「米3斗につき3分、木綿120反につき8分」などきわめて高かった。
久保田藩も抗議だけでは済まされないことを分かっていて、早速対策の検討を始めた。運河の掘削についてはおよそのべ25万人の人足では完成できず、16間ほどを掘らなければならない所もあり、百万人ほどが必要だとする報告書が2月23日に上がり、その報告に基づいて24日に惣評議が行われ、合判（城用の米穀）通船は税を取らないという亀田側の申し入れを利用し、川下げの米を全て城米扱いにして、米以外はさしあたり陸付けするしかないということになった。このため、陸付けの工事費として2貫目の見積もりを立てて、手配を行った。雄物川の支流、淀川が本流に合流するあたりで下り船から荷を陸揚げし、向野村の北を経て30町（約3.2km）弱を馬で運び、左手子村で再び空船に積み込んで川下げするものであった。このため、春収穫分の50万俵、秋収穫分の10万俵について、馬250匹、1日4度の計5千俵ずつ運搬する計画をたてた。近在から馬が集められ、馬による運送の賃金や、陸付けの運賃も決められた。米1俵につき10文の駄賃で請負である。小種・左手子両村に仮の蔵、仮の厩、足軽番所、役所を新設し、古仮蔵の手入れなどのため364貫を支出した。
陸付けは4月19日から始まった。当初250匹を準備する予定だった馬が500匹程度用意できるなど人馬共に集まり、始めは米と雑穀を1日に1万俵平均で運搬していた。しかし、4月19日から5月29日まででは16万俵の運搬にとどまり（駄賃は2500貫程度）であって、1日平均は4千俵となり春収穫分の50万俵を輸送するには4か月近くの日数を必要とした。しかも輸送中、1俵につき5-6升の割合で減米が発生した。このため運河案も検討されていて、20町余りの距離を川幅10間、深さ2丈5尺で開削するにあたり、人足が18万人・5貫目が必要だという注進の記録もあった。
久保田藩も困り抜いたが、亀田藩も当てにした税収がこの有様では元も子もない状態であった。5月19日に亀田藩の役人が土崎湊の問屋に「来年は5百両を納めれば、今後は下り舟は無税にする」と持ちかけたが、その後は表沙汰にはならなかった。7月12日には、久保田藩は江戸で岩城隆恭に下り船の徴税の撤回を申し込むなどしたが、対峙の形勢は変わらず、秋の収穫の時期は迫っていた。そこで久保田藩は「御家中ならびに仙北三郡の数百ヶ村の百姓共に甚だ迷惑」ということで8月14日に重ねて回答を求め、24日にはついに幕府への提訴と、落着までの無税通過を家老塩谷久綱を通じて宣告した。これに対して亀田藩は「当時は領地内の危機だったのでそうなった。ひとまず落ち着くまで言う通りにする」として譲歩せざるを得なかったが「なおまた当方で取り調べて、何度も掛け合うべきだろう」と幕府への提訴以前の交渉を提案し、ひとまず当面の危機を回避し、9月11日から無税での通船となった。
問題は好転するかに思われたが、10月29日に亀田藩は再び課税を通告し、「今回の交渉ははなはだ不本意だが、領内の不熟続きとたびたびの公務によって、非常の差し支えとなり領内の必要な手当も難しくなったので、大正寺における課税再興を承知して欲しい。なお、城米の無課税は従来と同じである。このようなことは、諸藩に渡ることで、大正寺に限ったことではない。久保田藩も所々に役所を建て、同じようなことをしているではないか。陸送が難儀なのは我々が関係したことではない」と極めて強硬な態度を示した。この後は課税が強行されたかは明らかではないが、折衝は繰り返されるもののいずれも水掛け論に終わった。課税は1772年（安永元年）2月7日から再開された。しかも、今回は課税額を久保田藩の陸付け運賃より下げて米の場合1俵あたり4文の税とした。陸運では1俵あたり15文で、かつ5-6升の減米が生ずる点と、運送の渋滞から陸送は実施が困難になった。このため、久保田藩では数度の評議の結果、米1俵についての荷主の負担を1俵あたり2文として差額分は藩の負担とし、船頭への船借代米の1割方の合力米を与え、馬不足の場合は手当を支給するなどの応急措置を採り、陸送を強行するとともに、勘定奉行や公事方担当の幕府関係者への意図打診を開始した。4月19日、関係者の意図を確認した久保田藩は問題の処理を幕府の裁定に求めることに踏み切った。

## 江戸幕府の裁定
5月2日にはさらに久保田藩から無税通船の暫定措置の願い出が出され、5月12日から無税での通船となった。最終的な裁断が行われたのが11月4日で、久保田藩の主張通り無税での通船となった。その理由は明示されていない。しかし、久保田藩が提訴前に幕府関係者の意図を得た時「この地区の新規の課税の取立は、公儀に届けず取立るのは、決してあってはならない」ともらしたことからして、その理由は無届けの新規税取立であったからだと思われる。向野村の領地替えは却下された。
当時、亀田藩では毎年大正寺と向野の雄物川から鮭を獲って江戸に献上しており、その漁では雄物川に留杭を打っていた。船にとって留杭は非常な障害になっていたが、亀田藩としては、留杭が破られると鮭漁に支障をきたすものであった。幕府の裁定では、この鮭漁のための留杭打ちは禁止されたが、これは亀田藩が船から税金を取ることの理由の一つとしてあげていたためである。